# Beccariola sikkimensis
Beccariola sikkimensis es una especie de coleóptero de la familia Endomychidae.

## Distribución geográfica
Habita en Sikkim (India).